# Porto de Asdode

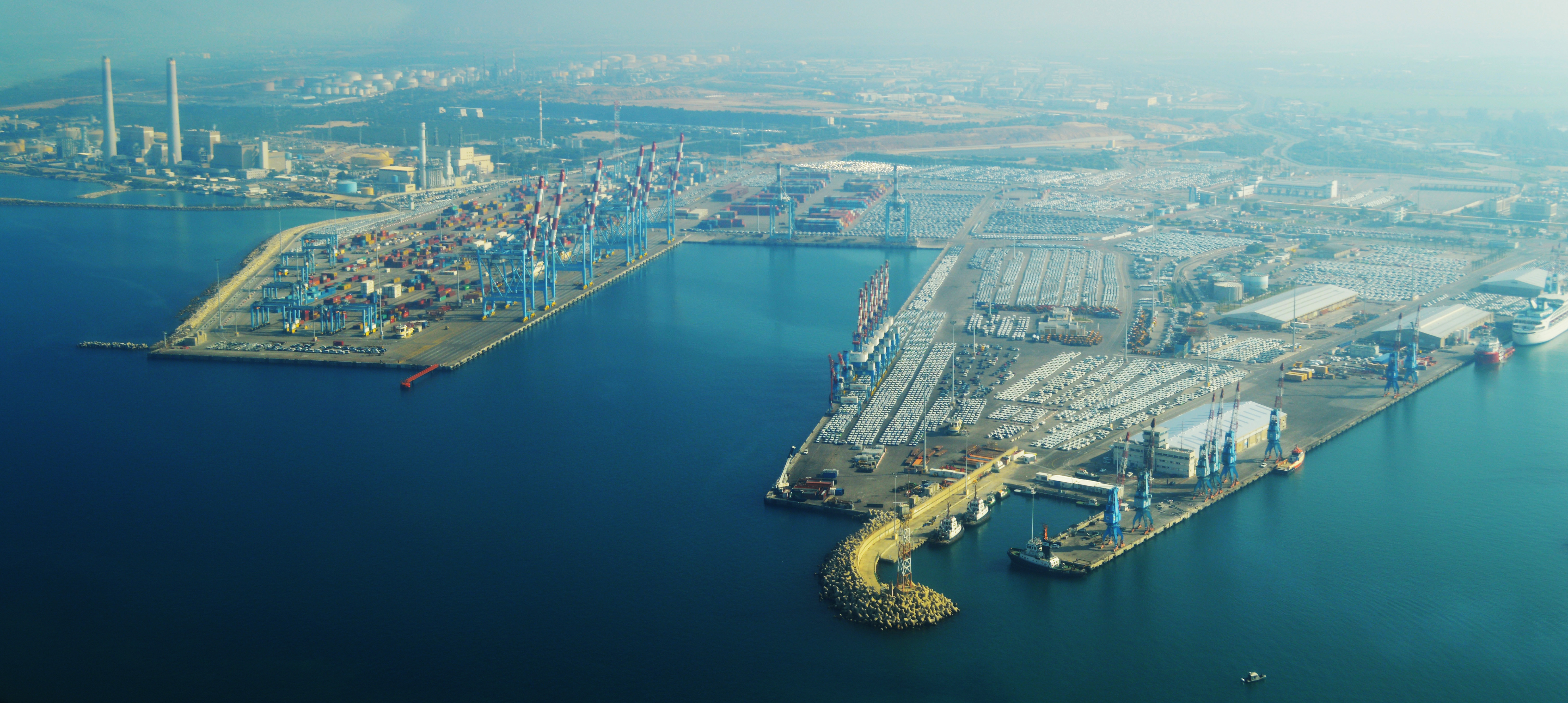
Porto de Asdode

O porto de Asdode é um dos dois principais portos de carga de Israel. O porto está localizado em Asdode, cerca de 40 quilômetros ao sul de Telavive, adjacente à foz do rio de Laquis. A sua criação, duplicou a capacidade de porto do país.Inaugurado em 1965, após uma cuidadosa análise das condições climáticas e marítimas, o porto se tornou um dos dois principais portos comerciais de Israel. Além disso, conta com terminais destinados a navios de cruzeiro e passageiros, resultado do acordo firmado entre os governos do Egito e de Israel em 1975.
1. ↑  «Porto de Asdode». Disano Illuminazione - Fosnova. Consultado em 16 de setembro de 2024